# 鲁维尼
鲁维尼（法語：Rouvignies，法語發音：[ʁuviɲi]）是法国上法蘭西大區北部省的一个市镇，属于瓦朗谢讷区。

## 地理
鲁维尼（50°19'37"N, 3°26'27"E）面积3.25 平方千米，位于法国上法蘭西大區北部省，该省份为法国最北部的省份及最长的省份，西北濒北海，西接加来海峡省，南至埃纳省和索姆省，东与比利时接壤。
与鲁维尼接壤的市镇（或旧市镇、城区）包括：埃兰、瓦夫勒尚苏德南、欧尔尚、普鲁维。
鲁维尼的时区为UTC+01:00、UTC+02:00（夏令时）。

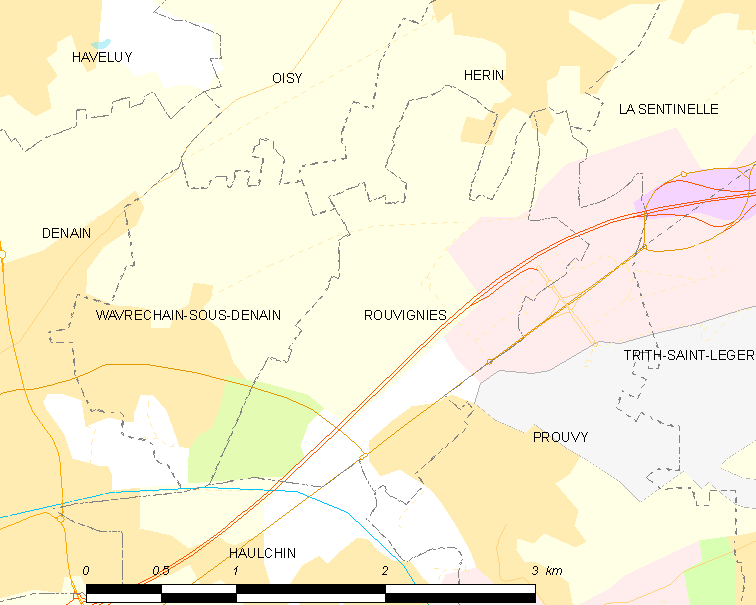
鲁维尼的OSM定位图

## 行政
鲁维尼的邮政编码为59220，INSEE市镇编码为59515。

## 政治
鲁维尼所属的省级选区为欧努瓦莱瓦朗谢讷县。

## 人口

1962-2008年间鲁维尼人口变化图示

鲁维尼于2022年1月1日时的人口数量为658人。